# Friedrich Lehne von Lehnsheim
Friedrich Lehne von Lehnsheim, též Friedrich von Lehne (8. ledna 1870 Vídeň – 7. července 1951 Grundlsee), byl rakousko-uherský, respektive předlitavský státní úředník a politik, v roce 1918 poslední ministr zeměbrany Předlitavska.

## Biografie
Friedrich Lehne von Lehnsheim studoval po ukončení gymnázia práva na Vídeňské univerzitě a studia ukončil promocí. V letech 1893 - 1894 sloužil jako jednoroční dobrovolník u Korpsartillerieregiment Nr. 2. Po vojenských cvičeních byl roku 1897 povýšen do hodnosti „Leutnant in der Reserve“ (poručík v záloze).
V dubnu roku 1895 začal pracovat na ministerstvu pro výuku a ve stejném roce začal působit na ministerstvu zeměbrany a v roce 1914 zde vedl politickou sekci. Od roku 1916 působil jako sekční šéf na ministerstvu zeměbrany. Za vlády Heinricha Lammasche se stal posledním ministrem zeměbrany Předlitavska jako provizorní správce rezortu. Funkci zastával od 25. října 1918 do zániku monarchie 11. listopadu 1918.
Následně zastával funkci předsedy Komise pro odškodnění válečných invalidů.